# 天野等
天野　等（あまの ひとし、1933年11月26日 - ）は、日本の元政治家。元日本社会党衆議院議員(1期)。弁護士。

## 来歴
茨城県水戸市出身。1959年東京大学文学部国文学科卒。神奈川県で高校の教員などを務め、司法試験に合格し弁護士となった。1983年の第37回衆議院議員総選挙で茨城1区から社会党公認で立候補して当選。1986年の第38回衆議院議員総選挙で落選した。その後は土浦市で法律事務所を開いた。